# Winkelner Straße 6 (Mönchengladbach)

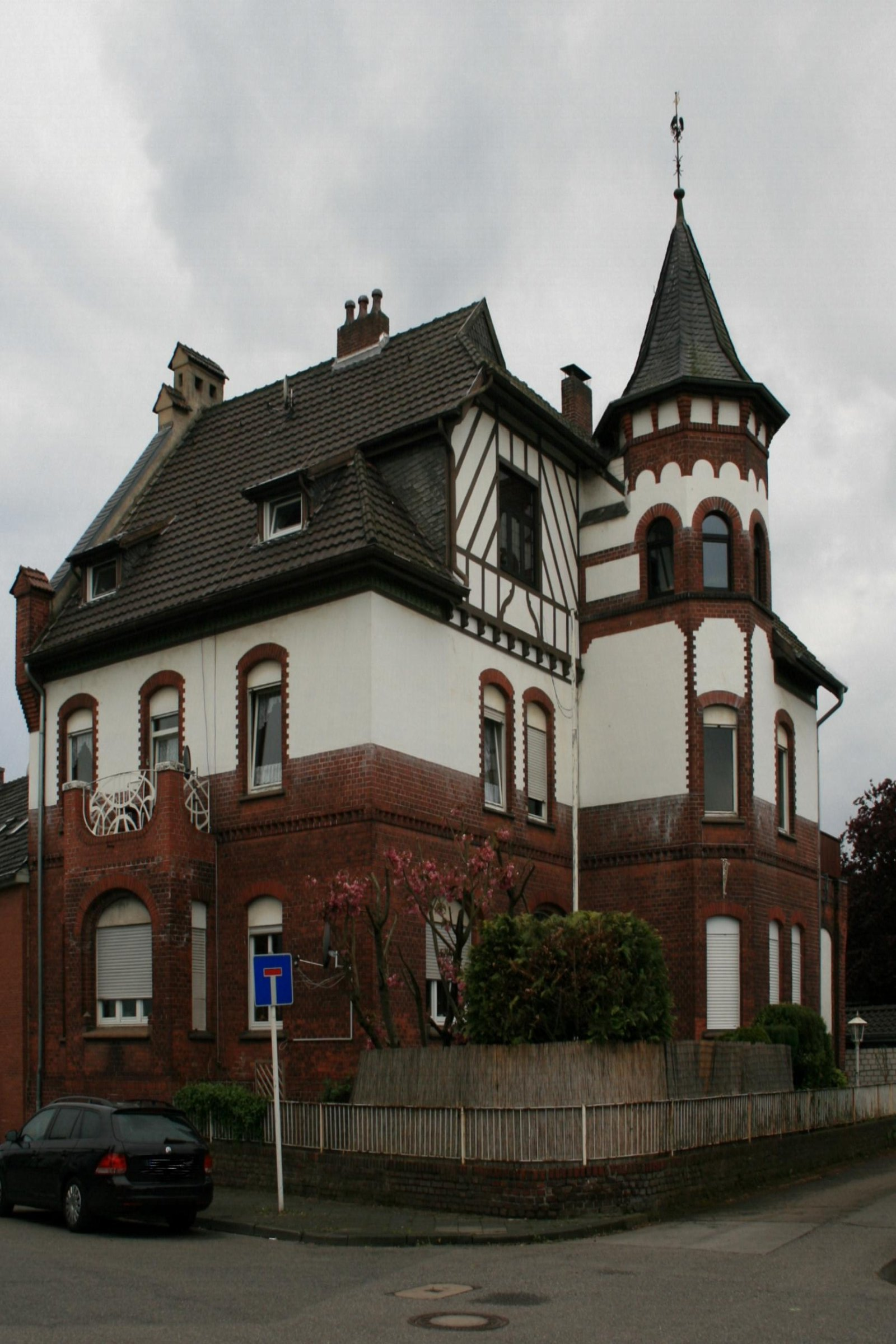
Wohnhaus (2010)

Das Wohnhaus Winkelner Straße 6 steht im Stadtteil Hardt in Mönchengladbach (Nordrhein-Westfalen). 
Das Gebäude wurde 1901 erbaut und unter Nr. W 038 am 24. August 1994 in die Denkmalliste der Stadt Mönchengladbach eingetragen.

## Architektur
Im historischen Zentrum Hardts im Umfeld der denkmalgeschützten Pfarrkirche St. Nikolaus als Eckbebauung zur Alexander-Scharff-Straße steht das dreiseitig freistehende Villengebäude auf annähernd winkelförmigem Grundriss. Mischung von Backsteinbauweise und verputzter Wandfläche. Horizontal gegliedert durch abgesetztes Sockelgeschoss und umlaufenden Zahnschnittfries als Stockwerkgesims. 
Stichbogen- und Rundbogenfenster in identischer, nur im Detail variierender Ausführung. Zweieinhalbgeschossig errichtet mit jeweils differenziert formulierten Fassadengestaltungen. Die Hauptschauseite zur Winkelner Straße ist in asymmetrischer Gliederung malerisch betont durch Erker mit Turmaufsatz und Kupferhelm sowie dekorativer Fachwerkstruktur. Linksseitig Eingang mit einläufiger, sich nach oben verjüngender Treppe; filigranes Treppengeländer in schmiedeeiserner Ausführung. Im Erdgeschoss Mischung von Rundbogen- und Stichbogenfenstern; im Obergeschoss nur stichbogige Fensteröffnungen und im Turmaufsatz vier durch Backsteinrahmungen aneinandergekoppelte Rundbogenfenster neben einem vereinzelten Rechteckfenster. Schlichter gestaltet ist die dreiachsige Fassadenseite zur Alexander-Scharff-Straße. 
Bei axial-symmetrischer Gliederung Betonung der Mittelachse durch einen erkerartigen Vorbau; im Obergeschoss aufgestockt mit einem Balkon in ovaler Mauerung, in die ein schmiedeeisernes Gitter in Jugendstilformen eingepasst ist. Unterhalb des Dachgesimses ein über die Gebäudekante hinausgreifender Friesstreifen aus grünlasierten Keramikplatten analog mit Jugendstilmotiven. 
Die dem Rasselner Kirchweg zugekehrte Seitenfassade ist in unregelmäßige Vor- und Rücksprünge gegliedert. Akzentuiert wird sie im giebelständigen Gebäudeabschnitt durch eine der Hauptfassade vergleichbare Fachwerkstruktur. Gotische Stilelemente zitiert der seitlich mit Fialen besetzte und analog mit Fachwerkimitation dekorierte Giebel an der zur Altbebauung der Alexander-Scharff-Str. angrenzenden Brandmauer. Malerisch bewegte Dachlandschaft mit Schleppgauben und Dachhäuschen. Der von einem Mäuerchen neueren Datums (nicht denkmalwert) eingegrenzte Vorgarten gehört mit zur originalen Substanz und ist in die Unterschutzstellung einzubeziehen.
Das Objekt ist aus städtebaulichen und architekturhistorischen Gründen unbedingt erhaltenswert.